# Жарменов, Абдурасул Алдашевич
Абдурасул Алдашевич Жарменов (р. 1956) — советский и казахстанский химик, доктор технических наук (1991), профессор (1994), академик НАН Казахстана (2003).

## Биография
Родился 11 января 1956 года в ауле Ба-бай-корган Туркестанского района Южно-Казахстанской области.
В 1976 году успешно окончил Казахский государственный университет (ныне Казахский национальный университет имени аль-Фараби).
С 1977 по 1993 гг. работал в Карагандинском химико-металлургическом институте АН Казахстана.
С 1985 по 1987 гг. преподавал в Карагандинском государственном университете.
В 1993—1999 гг. первый заместитель генерального директора, с 1999 генеральный директор РГП «Национальный центр по комплексной переработке минерального сырья Республики казахстан».
Научные труды Абдурасула Алдашевича Жарменова посвящены в основном комплексной переработке минерального и технологического сырья. Теоретически обосновал и разработал новые технологии разделения солей переходных металлов на основе мембранных и гидролитических процессов. Под руководством Жарменова был создан ряд инновационных производств по выпуску ферросиликоалюминия, осмия, рения, йода, ртути и их соединений, различных композиционных материалов и промышленных отходов.
Среди наиболее известных трудов ученого: «Полимерные ионитовые мембраны в гидроэлектрометаллургии меди» (Алма-Ата, 1988); «Применение биполярных мембран для корректировки состава медного электролита» (в сб. «Физико-химические основы комплексной переработки минерального сырья Казахстана», Караганда, 1989, в соавторстве).